# یاتیواوالا
یاتیواوالا (به لاتین: Yatiwawala) یک منطقهٔ مسکونی در سری‌لانکا است که در استان مرکزی (سری‌لانکا) واقع شده‌است.